# وادي العس
وادي العس هي إحدى القرى اللبنانية من قرى قضاء الهرمل في محافظة بعلبك الهرمل.